# Svärtinge församling
Svärtinge församling var en församling i Linköpings stift inom Svenska kyrkan i Norrköpings kommun. Församlingen uppgick 2010 i Kolmårdens församling.
Församlingskyrka var Svärtinge kyrka.
År 2006 fanns i församlingen 2 962 invånare.

församling vapen

## Administrativ historik
Församlingen bilades 1995 genom en utbrytning ur Norrköpings Östra Eneby församling.
Församlingen var till  2010 annexförsamling i pastoratet Östra Eneby och Svärtingen. Församlingen uppgick 2010 i Kolmårdens församling.
Församlingskod var 058130.